# Prealpi di Grasse
Le Prealpi di Grasse (dette anche Prealpi Orientali di Provenza oppure Prealpi di Castellane) sono un gruppo montuoso delle Prealpi di Provenza. Si trovano nel dipartimento delle Alpi Marittime e del Varo; prendono il nome dalla città di Grasse oppure dalla città di Castellane.

## Classificazione
La SOIUSA vede le Prealpi di Grasse come una sottosezione alpina e vi attribuisce la seguente classificazione:
- Grande parte = Alpi Occidentali
- Grande settore = Alpi Sud-occidentali
- Sezione = Alpi e Prealpi di Provenza
- Sottosezione = Prealpi di Grasse
- Codice = I/A-3.III

## Delimitazioni
Confinano:
- a nord-est con le Alpi Marittime (nelle Alpi Marittime e Prealpi di Nizza) e separate dal Col de Toutes Aures e dal corso del fiume Varo;
- ad est con le Prealpi di Nizza (nelle Alpi Marittime e Prealpi di Nizza) e separate dal corso del fiume Var;
- a sud con i Massicci di Bassa Provenza (esterni al sistema alpino);
- ad ovest con la piana di Valensole;
- a nord-ovest con le Prealpi di Digne (nella stessa sezione alpina) e separate dal corso del fiume Verdon.

## Suddivisione
Si suddividono in tre supergruppi, sette gruppi e 21 sottogruppi:
- Catena Bernarde-Mont Brune-Teillon (A)[5]
  - Catena Bernarde-Content-Ferriers (A.1)
    - Gruppo della Bernarde (A.1.a)
    - Gruppo Fenacil-Ferriers (A.1.b)
    - Gruppo dei Content-Chabran (A.1.c)

  - Catena Gourdan-Mont Brune (A.2)
    - Gruppo Gourdan-Miolans-Mont Saint Martin (A.2.a)
    - Gruppo Mont Brune-Mont Vial (A.2.b)

  - Catena Teillon-Robion (A.3)
    - Gruppo Teillon-Barres (A.3.a)
    - Gruppo Destourbes-Robion (A.3.b)
    - Gruppo Blanchette-Clare-Estelle-Breis (A.3.c)
- Catena Cheiron-Audibergue (B)[6]
  - Catena Cheiron-Thorenc-Bleine (B.4)
    - Catena Bleine-Thorenc-Charamel (B.4.a)
      - Montagne de Bleine (B.4.a/a)
      - Montagne de Charamel (B.4.a/b)
      - Cresta Thorenc-Fourneuby (B.4.a/c)
      - Cresta Bauroux-Bas Thorenc-Baumouns (B.4.a/d)

    - Gruppo Cheiron-Estellier (B.4.b)
    - Montagne du Chiers (B.4.c)
    - Cresta Tourettes-Courmettes (B.4.d)

  - Catena Audibergue-Calern-Haut Montet (B.5)
    - Gruppo Audibergue-Hubac-Thiey (B.5.a)
    - Gruppo Calern-Haut Montet (B.5.b)
- Gruppo Malay-Barjaude (C)[7]
  - Catena Lachens-Brouis-Malay (C.6)
    - Gruppo Lachens-Bliauge (C.6.a)
    - Montagne de Brouis (C.6.b)
    - Montagne de Malay (C.6.c)
    - Gruppo Mieraure-Camp Long-Pierron (C.6.d)

  - Catena Margès-Barjaude (C.7)
    - Gruppo Beau Solei-Barjaude (C.7.a)
    - Gruppo Margès-Grignas (C.7.b)
    - Gruppo Cugulons-Notre Dame de Liesse-Espiguières-Puy de la Sigue (C.7.c).

## Montagne
- Sommet de la Bernarde - 1.941 m
- Montagne de Teillon - 1.893 m
- Montagne du Cheiron - 1.778 m
- Montagne de Lachens - 1.714 m
- Montagne de l'Audibergue - 1.642 m